# 極上!ゴルフ場探訪
『極上!ゴルフ場探訪』（ごくじょう!ゴルフじょうたんぼう）日本のゴルフ場を紹介するテレビ番組である。BS朝日で毎週月曜日 22:00〜22:30放送。2021年2月3日から全5回のパイロット版の放送を経て、2021年10月4日よりレギュラー放送開始。

## 概要
ゴルファーが憧れる極上の全国のゴルフ場を紹介する番組。「極上」とは歴史のある名門、名設計家によるゴルフ場、トーナメントコース…様々な憧れのあるゴルフ場をプレーヤーゲストと女子プロが実際にラウンドをして極上ゴルフ場を探訪する。ナビゲーター役として世界の1000カ所以上のゴルフ場をラウンドし、“ゴルフ場の違いの分かる男”江ヶ崎忠晴。
ゴルファーがゴルフ場を訪問して帰るまでを隈なく探訪。ラウンド前の練習施設・レストランの食事・クラブハウス内売店・ゴルフ場周辺の名所や名店までも紹介。18ホールをラウンドしてコース内の特徴や歴史、工夫や苦労、メンテナンス、芝生やバンカーの手入れも。なぜ“極上”としてゴルファーが憧れるのかを探訪解明。

## 出演者
- 江ヶ崎忠晴（ナビゲーター）
- 伊藤裕一郎（ナレーター）

### ゲスト出演者
- 関根勤
- 松木安太郎
- 福田正博
- 北村晴男
- 岡部哲也
- 大畑大介
- 宮下純一
- 神保悟志

### 過去の出演女子プロゴルファー
- 江澤亜弥
- 斎藤愛璃
- 江口紗代
- 原田怜奈
- 井上莉花
- 川崎志穂
- 原田葵
- 荒川侑奈
- 高橋友希子

等